# Eisenbahnunfall von Ishwardi
Bei dem Eisenbahnunfall von Ishwardi stürzte am 22. März 1983 eine Brücke im Kreis (Upazila) Ishwardi, Bangladesch, unter einem darüber fahrenden Zug ein. Mindestens 60 Menschen starben.

## Unfallhergang
Auf der Balkenbrücke querte die Eisenbahnstrecke ein weitgehend ausgetrocknetes Flussbett in 23 Metern Höhe. Als der Zug die Brücke befuhr, verrutschten die Träger der Brücke in Fahrtrichtung, verloren den Halt auf ihren Auflagen auf den Pfeilern und stürzten mit ihrem jeweils hinteren Ende ab. Dabei rissen sie den Zug mit in die Tiefe.
Das Schadensbild lässt den Schluss zu, dass mangelnde Überwachung des Bauwerks hinsichtlich seiner Betriebssicherheit der Hauptgrund für den Unfall war. Das Verschieben der Träger der Brücke in Fahrtrichtung legt weiter nahe, dass die dafür erforderliche Kraft wohl aus einem Bremsen des Zuges resultierte.

## Folgen
Mindestens 60 Menschen starben.